# Tepuihyla shushupe
Tepuihyla shushupe é uma espécie de anfíbio anuros da família Hylidae. Está presente no Peru. A UICN classificou-a como deficiente de dados.